# Ahmet Muhamedbegovic
Ahmet Muhamedbegovic (30 ottobre 1998) è un calciatore austriaco, difensore dell'Olimpia Lubiana.

## Caratteristiche tecniche
È un difensore centrale.

## Carriera
Cresciuto nel settore giovanile del St. Pölten, ha esordito in prima squadra il 17 dicembre 2016 disputando l'incontro di Tipico Bundesliga pareggiato 2-2 contro l'Admira Wacker M..
Dal 2021 al 2023 ha giocato nella prima divisione slovacca al DAC Dunajská Streda; in seguito è passato all'Olimpia Lubiana, club della prima divisione slovena.

## Palmarès

### Club

#### Competizioni nazionali
- Campionato sloveno: 1

Olimpia Lubiana: 2024-2025